# Sitcom (film)
Sitcom (1998) är titeln på en film regisserad av François Ozon. Filmen är en svart komedi och Ozons debutfilm.

## Handling
En till synes normal borgerlig familj ska äta middag. Förutom föräldrarna, sonen, dottern och dotterns pojkvän är också det spanska hembiträdet och hennes make inbjudna. Men när fadern kommer hem har han med sig ett djur i en bur. Det är en vit råtta och modern blir förskräckt. Hon säger till sonen att bära upp den till sitt rum. När han kommer ner till middagen berättar han att han är homosexuell. Det visar sig att alla som rör vid råttan förlorar sina hämningar totalt. Nu börjar familjemedlemmarna att ägna sig åt gruppsex, sadomasochism och incest.

## Rollista (urval)
- Évelyne Dandry - modern
- François Marthouret - fadern
- Marina de Van - Sophie, dottern
- Adrien de Van - Nicolas, sonen
- Stéphane Rideau - David, Sophies pojkvän
- Lucia Sanchez - Maria, hembiträdet
- Jules-Emmanuel Eyoum Deido - Abdu, Marias man